# Список послов России в Сальвадоре
В статье представлен список послов России в Сальвадоре.
- 3 июня 1992 года — установлены дипломатические отношения на уровне посольств. Со стороны России осуществляются через посольство в Никарагуа.

## Список послов
| Срок полномочий                   | Посол                          | Годы жизни | Вручение верительных грамот | Комментарии                  |
| --------------------------------- | ------------------------------ | ---------- | --------------------------- | ---------------------------- |
| 16 декабря 1992 — 24 октября 1995 | Евгений Михайлович Астахов     | 1937—      |                             | По совместительству          |
| 24 октября 1995 — 9 марта 1999    | Андрей Викторович Дмитриев     | 1941—2013  |                             | По совместительству          |
| 9 марта 1999 — 11 октября 2001    | Анатолий Петрович Кузнецов     | 1943—2015  |                             | По совместительству          |
| 4 февраля 2002 — 10 октября 2005  | Игорь Дмитриевич Дьяконов      | 1950—2005  |                             | По совместительству          |
| 10 октября 2005 — 4 октября 2011  | Игорь Сергеевич Кондрашёв      | 1948—      |                             | По совместительству          |
| 19 октября 2011 — 9 февраля 2016  | Николай Михайлович Владимир    | 1947—      |                             | По совместительству          |
| 9 февраля 2016 — 5 октября 2020   | Андрей Владимирович Будаев     | 1960—      | 22 августа 2017             | По совместительству          |
| 5 октября 2020 — 15 августа 2024  | Александр Николаевич Хохоликов | 1957—      | 19 апреля 2021              | По совместительству          |
| 15 августа 2024 — 9 сентября 2024 | Александр Юрьевич Илюхин       |            |                             | Временный поверенный в делах |
| 9 сентября 2024 — настоящее время | Михаил Николаевич Леденёв      | 1962—      |                             | По совместительству          |